# Объект 282
Объект 282 — опытный советский ракетный танк, создан на базе тяжёлого танка Т-10. Серийно не производился.

## История создания
«Объект 282» разрабатывался в особом конструкторском бюро Завод имени Кирова в Ленинграде. Работы были начаты в 1957 году. К середине 1958 года опытный образец «Объекта 282» был отправлен на испытания, однако на вооружение машина принята не была, а все работы по танку были свёрнуты.

## Описание конструкции

### Броневой корпус и башня
В качестве одной из целей при проектировании «Объекта 282» ставилась задача повышения защиты экипажа. Машина представляла собой укороченное на один каток шасси тяжёлого танка Т-10, на крыше машины была установлена башенка командира. Лобовая броня состояла из броневых листов толщиной 150 мм, за лобовой бронёй располагалась ниша с топливом, отгороженная от боевого отделения 30-мм броневым листом. Подобная схема расположения топливных баков должна была усиливать противокумулятивную защиту машины.
В средней части корпуса располагалось боевое отделение. В передней части боевого отделения находилось место механика-водителя, за которым располагалось рабочее место командира-оператора. По бортам корпуса располагались противотанковые ракеты. В задней части корпуса были смонтированы две пусковые установки.

### Двигатель и трансмиссия
В качестве силовой установки на «Объекте 282» использовался дизельный двигатель А-7 (также известный под обозначением В12-7) производства Челябинского тракторного завода. Максимальная мощность двигателя составляла 1000 л.с. Благодаря увеличению высоты корпуса, под крышей моторного отделения был расположен циклонный воздухоочиститель. Кроме того, была изменена система выхлопа и охлаждения двигателя. Вместо двух бортовых эжекторов был установлен один кормовой.